# Il libro bianco
Il libro bianco è un testo che Jean Cocteau ha scritto nel 1927 e fatto pubblicare l'anno seguente. Si tratta di una narrazione poetica della propria omosessualità, specialmente negli anni dell'infanzia e dell'adolescenza. Le prime copie stampate, in numero limitato, non menzionano il nome dell'autore; mentre la seconda edizione viene firmata ma senza riconoscerne la paternità dei disegni.
I ricordi sono legati dalla descrizione particolareggiata dell'attrazione provata dal narratore nei confronti di uno studente di liceo di nome Dargelos; in seguito descrive le prime esperienze erotiche e sessuali provate.
Il libro è infine illustrato da immagini disegnate dallo stesso autore che narrano in forma grafica i sentimenti da lui provati per i ragazzi che amava, tra cui alcuni ritratti di Jean Desbordes, poeta con cui Cocteau ebbe una relazione.